# Muránska Huta
Muránska Huta (in ungherese Murányhuta) è un comune della Slovacchia facente parte del distretto di Revúca, nella regione di Banská Bystrica.